# Ulrich von Germar
Albert Wilhelm Bruno Ullrich von Germar (* 17. November 1876 in Bromberg; †  27. Februar 1948 in Blankenburg) war ein deutscher Generalmajor im Zweiten Weltkrieg.

## Leben

### Herkunft
Ullrich von Germar entstammte einer Familie des Thüringer Uradels, die erstmals mit Henning de Geremar (benannt nach dem heutigen Görmar bei Mühlhausen in Thüringen) 1130 erscheint. Er war der älteste Sohn des preußischen Oberstleutnants Bruno von Germar (1832–1892) und dessen Ehefrau Elisabeth, geborene Kremnitz (1845–1927).

### Militärkarriere
Germar trat am 22. März 1895 aus dem Kadettenkorps kommend als Fähnrich in das Infanterie-Regiment „Großherzog Friedrich Franz II. von Mecklenburg-Schwerin“ (4. Brandenburgisches) Nr. 24 der Preußischen Armee ein. Nach seiner Beförderung zum Sekondeleutnant am 27. Januar 1896 wurde Germar als Adjutant des Bezirkskommandos Berlin III verwendet. Er wurde dann von Oktober 1904 bis Juli 1907 zur weiteren Ausbildung an die Kriegsakademie kommandiert und hier am 18. Oktober 1904 zum Oberleutnant befördert. Nach Truppendienst in seinem Stammregiment wurde Germar am 20. Dezember 1910 Hauptmann und als solcher Adjutant der Landwehr-Inspektion Berlin verwendet. Ab 1. Oktober 1913 war Germar Chef der 9. Kompanie im Infanterie-Regiment „Graf Bose“ (1. Thüringisches) Nr. 31.
Mit Ausbruch des Ersten Weltkriegs wurde er Adjutant der 18. Reserve-Division unter Generalleutnant Karl Wilhelm von Gronen. Am 20. Oktober 1914 erfolgte Germar Versetzung in das neu aufgestellte Reserve-Infanterie-Regiment Nr. 233. Hier erhielt er das Kommando über das I. Bataillon, dass er zunächst während der Schlacht an der Yser und dann bei Rumbeke, Roulers, Westroosebeke, Poelkappelle, Mangelaare und Langemarck befehligte, bevor es in den Stellungskrieg überging. Im September/Oktober 1915 kämpfte er in der Herbstschlacht bei La Bassée und Arras und konnte hier englische Angriffe abschlagen. Im August 1916 trat das Regiment zur neu gebildeten 195. Infanterie-Division an der Ostfront über. Hier konnte es sich in den Gefechten bei Zwyzin, Mackowy Gaj und bei Gatkow besonders bewähren. Germar wurde am 25. November 1916 Major. Er kam dann wieder an die Westfront und kämpfte bis Ende Juli 1917 in Flandern. Von Ende Oktober bis Mitte November stand Germar zwischen Maas und Mosel im Stellungskampf. Die Deutsche Frühjahrsoffensive erlebte Gemar bei der 17. Armee. Er nahm an der Durchbruchsschlacht Monchy-Cambrai sowie an der Schlacht bei Bapaume und wurde am 31. März 1918 schwer verwundet. Daraufhin musste er sein Kommando abgeben und wurde zur Genesung in die Heimat verlegt. Für seine Leistungen während der Offensive reichte ihn sein Divisionskommandeur zum Pour le Mérite ein.
Durch A.K.O. vom 22. April 1918 verlieh Wilhelm II. Germar die höchste preußische Tapferkeitsauszeichnung. Das Kriegsende verbrachte Germar im Lazarett.
Erst im Januar 1919 war er wieder verwendungsfähig. Germar wurde dann bis Ende September beim Grenzschutz Ost verwendet. Am 1. Oktober 1920 wurde er als Kommandeur des III. Bataillons des 4. Infanterie-Regiments in die Reichswehr übernommen. Er versah bis 30. September 1921 seinen Dienst in Deutsch Krone und wurde anschließend als Oberstleutnant in das Reichswehrministerium versetzt. Von dort wurde Germar am 1. Februar 1923 in den Stab der 3. Division nach Berlin versetzt. Kurz darauf wurde er am 28. Februar 1923 als dem aktiven Dienst verabschiedet.
Germar war dann als Zivilangestellter ab 15. Oktober 1932 bei der Kommandantur Deutsch Krone angestellt. Am 1. Oktober 1933 wurde er als Ergänzungsoffizier Kommandeur des Wehrbezirks-Kommandos Stolp und in dieser Funktion am 1. März 1937 zum Oberst sowie am 27. August 1939 zum Generalmajor befördert. Während des Zweiten Weltkriegs wurde er am 1. März 1941 mit diesem Dienstgrad zum Heer der Wehrmacht reaktiviert. Altersbedingt wurde er am 31. August 1942 aus dem aktiven Dienst entlassen.

### Familie
Germar war seit dem 11. September 1917 mit Erika Dehns (1898) verheiratet. Aus der Ehe ging ein Sohn Gerrit (1922–1980) hervor, der aus zwei Ehen drei Kinder hatte.